# Mikołaj Kuropatwa
Mikołaj Kuropatwa herbu Szreniawa (zm. w 1618 roku) – stolnik halicki w latach 1603–1611.
Jako poseł na sejm 1607 roku został wyznaczony dla przeprowadzenia lustracji na Rusi i Wołyniu dóbr stołowych, dóbr martwej ręki, dóbr, które dotychczas nie były rewidowane albo na których stare sumy nie były ekstenuowane.